# 내촌중학교 (강원)
내촌중학교(乃村中學校)는 대한민국 강원특별자치도 홍천군 내촌면 도관리에 있는 공립 중학교이다.

## 학교 연혁
- 1953년 5월 10일 : 내촌 분교 설립
- 1954년 7월 15일 : 개교
- 1955년 3월 29일 : 내촌중학교 설립인가(3학급)
- 1971년 3월 1일 : 6학급 인가
- 1995년 3월 2일 : 3학급 감축 편성
- 2021년 9월 1일 : 제33대 조현국 교장 취임
- 2023년 1월 3일 : 제67회 졸업식 거행 7명 졸업(총 3,186명 배출)
- 2023년 3월 2일 : 2023학년도 입학식 신입생 7명 입학

## 참고 자료
- 내촌중학교 - 한국교육학술정보원 학교알리미